# The Key to Joy Is Disobedience
The Key to Joy Is Disobedience – box set wydany przez grupę Coil, zawierający następujące, wcześniej wydane pojedynczo, wydawnictwa: Live Four, Live Three, Live Two, Live One, ANS i Megalithomania!. Boks-set jest niekiedy błędnie określany jako "Live Box". Gdy trafił do sprzedaży, kosztował $200. Inaczej niż wydania pojedyncze, box set zawierał cztery grafiki, z których jedna była podpisana. Ponadto, w opakowaniu znajdował się jeden czarny i jeden przeźroczysty dysk, przypuszczalnie służący do wróżenia.
Nakład ograniczony był do 100 egzemplarzy i dodatkowo 23 specjalnych, określonych jako "beast boxes". Każdy z nich miał własny tytuł:

lipstick eyes meat

arse doctor lense haircut

spilt guilt 

decadent + symmetrical

fear of the bee means the honey is for me

why is a mouse when it spins

it just is

lake big nay ions lays

feral evidence animal reverence

jhonn balance

when sycophancy was in its infancy

we cure the unacceptable

animals dream differently in winter

offending team north division

the word that light unites is space

a bigger bucket

sipping birdsong through bedsprings

they all told lies beautifully

a murder of crows

extraterrestrial antelope

Każdy z "beast boxów" był własnoręcznie ozdobiony przez Johna Balance'a.